# Luciana Bacci
Luciana Alina Bacci (Rosario, 28 de junio de 1995) es una exfutbolista argentina que jugaba de defensora. Su último equipo fue Newell's Old Boys de Rosario de la Primera División A de Argentina. Antes jugó en Club Estudiantes de La Plata, en Rowing Club de la Florida, Social Lux, UAI Urquiza, y Racing Club de Avellaneda, entre otros. 

## Clubes
| Club                            | País      | Año         |
| ------------------------------- | --------- | ----------- |
| Rowing Club de Rosario          | Argentina | 2003 - 2008 |
| Polifutbol - Rosario            | Argentina | 2008 - 2010 |
| Practica amateur                | Argentina | 2010 - 2014 |
| Social Lux - Rosario            | Argentina | 2014 - 2015 |
| Uai Urquiza                     | Argentina | 2016        |
| Social Lux - Rosario            | Argentina | 2017 - 2019 |
| Selección Rosarina - Rosario    | Argentina | 2017 - 2018 |
| Racing Club de Avellaneda       | Argentina | 2019 - 2021 |
| Estudiantes de la Plata         | Argentina | 2021 - 2023 |
| Club Atlético Newell's Old Boys | Argentina | 2024        |

## Trayectoria
Bacci comenzó a jugar al fútbol mixto desde muy chica y de modo amateur en Rowing Club de Rosario, y en el Polifútbol de la misma ciudad, un complejo de formación que ya no existe en la actualidad. En el 2009 fue citada en algunas ocasiones a la Selección Argentina sub-17 y durante los años 2010-2014, tuvo un recorrido amateur por instituciones de su ciudad natal. En el año 2014, Bacci comenzó en una carrera ascendente en la liga de fútbol Rosarina, precisamente en el club Social Lux de Rosario, donde lograron dos veces consecutivas el campeonato de la Liga Cañadense y ser campeonas del Nacional en Mar del Plata de 2015. El año 2016 encontró a la jugadora en Villa Lynch, para incorporarse al equipo de UAI Urquiza, con el que se consagraron campeonas del torneo de primera división y una notable participación en la Copa Libertadores Femenina, que se realizó en Uruguay ese mismo año. El próximo año, Bacci volvió a tierras natales para retornar a Social Lux, donde además, fue parte de la selección rosarina de fútbol femenino. En el año 2019, la lateral firmó su primer contrato profesional en Racing Club de Avellaneda, tuvo su paso por el Club Estudiantes de La Plata y en el 2024 firmó contrato en el Club Atlético Newell's Old Boys de Rosario, lo que la trae de vuelta a su ciudad en el primer torneo de este equipo en Primera División.  En diciembre de 2024 se anunció su retiro del fútbol.